# 績子女王
績子女王（いさこじょおう、1885年（明治18年）10月17日 - 1886年（明治19年）9月22日）は、明治時代の皇族。

## 生涯
1885年（明治18年）10月17日午後6時、威仁親王と同妃慰子の第1子長女として誕生し、10月23日の御七夜で「績子」と命名された
1886年（明治19年）9月22日、績子女王は脳水腫を発症し、9月30日に薨去した。満0歳、数え年2歳であった。